# Campanas en la noche (canción)
Campanas en la noche es una canción del grupo musical argentino Los Tipitos, perteneciente al álbum Armando Camaleón como primera canción del disco.

## Letra
La letra de “Campanas en la noche” surge de un libro que estaba leyendo Piancioli, Ser escritor, de Abelardo Castillo. En él, el autor propone que si a uno le gusta mucho un cuento, una buena idea es reescribirlo en forma de poesía. Fue entonces cuando el músico se puso a pensar en una buena historia para reversionar.

## Video oficial
Está disponible en YouTube la versión en HD del video oficial.